# Баргхеер, Карл
Карл Луи Баргхеер (нем. Carl Louis Bargheer; 31 декабря 1831, Бюккебург — 19 мая 1902, Гамбург) — немецкий скрипач и композитор.

## Биография
Сын кларнетиста Кристиана Баргхеера (1807—1880), игравшего в придворном оркестре графа Шаумбург-Липпе в Бюккебурге. Учился музыке у своего отца, затем у бюккебургского капельмейстера Георга Генриха Мартина Любке (1806—1841). К 17-летнему возрасту поступил в придворный оркестр скрипачом. В 1849 г. отправился продолжать музыкальное образование в Кассель, где учился у Луи Шпора (скрипка) и Отто Краусхаара (композиция).
В 1850 г. поступил скрипачом в придворную капеллу князя Липпе в Детмольде. Покровительствовавший музыке князь Леопольд III субсидировал поездки Баргхеера для дальнейшего обучения у Фердинанда Давида в Лейпциге (1851) и Йозефа Иоахима в Ганновере (1853). В Детмольде Баргхеер подружился с Иоганнесом Брамсом, работавшим здесь в 1857—1860 гг. В 1856 г. получил звание камер-музыканта, в 1860 г. занял пост придворного концертмейстера, в 1862 г. — должность главного дирижёра княжеской капеллы. На протяжении 1860-х и первой половины 1870-х гг. гастролировал как солист в различных городах Германии, а также в Англии и России.
После смерти князя Леопольда его преемник князь Вольдемар в 1876 г. распустил оркестр, и Баргхеер перебрался в Гамбург в качестве концертмейстера оркестра Филармонического общества (до 1888 г.). и преподавателя скрипки и камерного ансамбля в консерватории возглавлявшего оркестр Юлиуса фон Бернута (до 1887 г.). Руководил также струнным квартетом, во главе которого выступал как главный гамбургский пропагандист поздних квартетов Людвига ван Бетховена. К исполнению этих квартетов в 1883 г. в Гамбурге был приурочен выход посвящённой им книги Баргхеера (нем. Ludwig van Beethovens fünf letzte Quartette für die Kammermusik-Abende der Philharmonischen Gesellschaft in Hamburg), в которой глубина интроспекции в поздней музыке Бетховена связывалась с прогрессирующей глухотой композитора и, как следствие, его нарастающим отчуждением от общества.
Композиторское наследие Баргхеера невелико и состоит преимущественно из вокальных сочинений, наиболее заметное из которых — созданный в 1880-е гг. цикл «Песни скрипки» для баритона, скрипки и фортепиано на стихи Теодора Шторма.